# Metaloricaria
Metaloricaria (Металорікарія) — рід риб триби Harttiini з підродини Loricariinae родини Лорікарієві ряду сомоподібні. Має 2 види. Наукова назва походить від грецького слова meta, тобто «з», «після», та латинського слова lorica — «панцир зі шкіри».

## Опис
Загальна довжина представників цього роду коливається від 27 до 29,5 см. Голова помірно велика, трохи сплощена зверху. З боків голови у самців присутні збільшені одонтоди (шкіряні зубчики). Вусики доволі довгі на верхній щелепі (перевищує довжину інших представників своєї триби). Рот помірно широкий. Зуби невеличкі, розташовані у 1 рядок. Тулуб подовжений, вкритий кістковими пластинками. Спинний плавець низький, з великим шипом. Грудні плавці подовжені, дещо широкі, серпоподібні. У самців на м'яких променях та шипі розташовані одонтоди. Жировий плавець відсутній. Хвостовий плавець невеличкий.
Забарвлення коричневе або довгувате з контрастними темними цяточками. Черево кремове або сріблясте.

## Спосіб життя
Це демерсальні риби. Воліють до чистих і прісних водойм. Населяють швидкоплинні річки з піщаним дном. Активні у присмерку. Живляться переважно дрібними водними організмами, детритом, частково водоростями.

## Розповсюдження
Мешкають у басейнах річок Ояпок, Сарамакка і Нікері (у межах Французької Гвіани та Суринаму).

## Види
- Metaloricaria nijsseni
- Metaloricaria paucidens